# 長屋喜弥太
長屋 喜弥太（ながや きやた、1839年1月11日（天保9年11月26日）- 1897年（明治30年）8月17日）は、日本の紀州藩士、官吏、陸軍軍人、政治家。諱は智方（ともかた）。

## 生涯
天保9年（1838年）11月26日、紀州藩士家臣・長屋智彬の子として紀伊国名草郡和歌山城下（現：和歌山県和歌山市源蔵馬場）で生まれる。幼名は千熊。紀州藩御親兵に任命され、天誅組の変や長州征討に従軍した。明治2年（1869年）1月に父が病死したため家督を相続し、同年12月には和歌山藩戍兵大隊長兼軍務局長に任命され、翌明治3年（1870年）10月には和歌山藩歩兵連隊長となって監軍（軍目付）に昇任した。
明治4年（1871年）には廃藩置県が断行され、同年8月に太政官令により兵部省七等出仕となって陸軍少佐に任官したが、同年11月に退官して帰郷。同年12月の「和歌山県兵解散被仰出候」による和歌山県兵の円滑な解散への功が認められ、翌明治5年（1872年）1月に馬1頭と金200円を下賜された。明治6年（1873年）2月より和歌山県に出仕して学区取締（視学）を務めていたが、翌明治7年（1874年）に佐賀の乱が勃発した際には陸軍少佐に再任して和歌山県元賦兵の徴募に当たった。同年10月に学区取締を依願免官。
藩命を受けて慶應義塾に学び、明治8年（1875年）5月、慶應義塾卒業生の中井芳楠らを中心に、紀州徳川家の援助を得て私塾自修社（後の自修学校）を創設、慶應義塾から教員を派遣した。同年12月には和歌山県に再出仕し、士族授産のために勧業授産御用掛として尽力した。明治10年（1877年）に西南戦争が勃発すると、兵部省に復して和歌山県の徴兵を担当。同年6月には陸軍少佐に再任し、遊撃歩兵第五大隊参謀として従軍。戦後、勲五等双光旭日章を受章。
明治13年（1880年）10月3日、旧紀州藩主・徳川茂承が士族支援の目的で設立した徳義社の副社長に就任した。なお、徳義社が設立した徳義学校に士族の子弟の大半が移ったため、明治17年（1884年）に維持が困難となった自修学校は徳義学校に合併され、徳修学校となった。
明治16年（1883年）12月7日、和歌山区長に任命され、四等官に遇される。郡区町村編制法が廃止される明治22年（1889年）3月31日まで和歌山区長に在任し、同年4月1日の市制施行により初代和歌山市長に就任。
明治30年（1897年）8月12日、特旨により正六位に叙せられ、同年8月17日午後4時20分に和歌山市屋形町2丁目9番地で死去。享年59（満58歳没）。法号は篤正院長遠日久居士。墓所は和歌山市吹上の白雲山報恩寺。

## 系譜
- 父：長屋智彬（専之丞）
- 母：亀代（芦川権太夫正好の娘）
  - 弟：宮川伍助
  - 弟：小川駒橘（湯川秀樹の祖父）
- 妻：太田五郎兵衛の娘
  - 長男：長屋千熊